# 弗爾韋爾角
弗爾韋爾角（英語：Farewell Point）是南極洲的海岬，位於南喬治亞群島西端，處於伯德島的東北端，由英國的研究隊命名，該海岬由英國海外領土管轄。